# Hanasmeer
Het Hanasmeer (Hanyu pinyin: 喀納斯湖 Kānàsī Hú) (ook als Kanasmeer bekend) (Russisch: Канас) is een bergmeer in de autonome regio Xinjiang. Het ligt op ongeveer 650 kilometer ten noorden van Ürümqi, dicht bij de grens met Rusland, op een hoogte van 1370 m in het Altaigebergte.